# Linde Mötz-Grübl

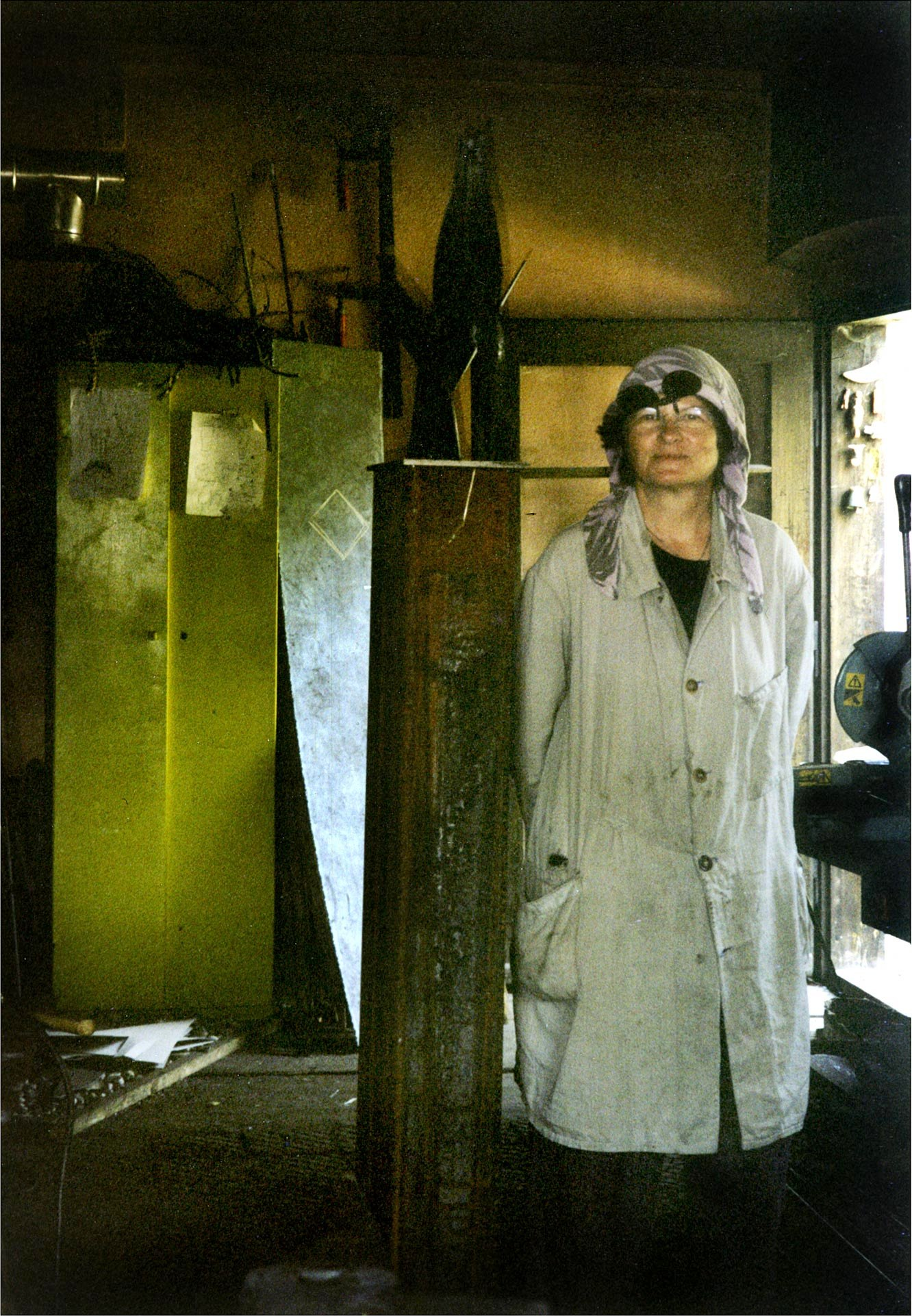
Linde Mötz-Grübl in der Werkstatt (von Willi M.) in Edling, Attelthal

Sieglinde Mötz-Grübl (* 28. September 1939 in Mildenau bei Raspenau, Reichsgau Sudetenland; † 18. November 2014 in Seeon) war eine deutsche Künstlerin, die mit unterschiedlichen Werkstoffen (Textilien [Filz, Stickerei, Seide, Leinen, Goldfäden, Stoff], Plastiken [Bronze/Eisen], Kartonagen, Papier etc.) zahlreiche Projekte realisierte.
Bedingt durch die Vertreibungen nach dem Zweiten Weltkrieg verlor Sieglinde Mötz-Grübl im Alter von fünf Jahren ihre Heimat und verbrachte die Schulzeit und Jugend in Regensburg.

## Leben
Mötz-Grübl arbeitete jahrelang in München in sozialen Berufen. Ab 1985 war sie selbständig künstlerisch tätig; zunächst gemeinsam mit ihrem 1994 verstorbenen Ehemann, dem Bildhauer Reinhold Grübl, des Weiteren u. a. mit der Ausstattung von Objekten (Figuren) für Klanginstallationen der Komponistin und Performancekünstlerin Limpe Fuchs.
Nach Mitarbeit an Projekten im Atelier in Ebenhausen im Isartal und später in Oeden / Schnaitsee und Amerang war sie in Seeon bis zu ihrem Tod vielfältig künstlerisch tätig.
Während ihrer Schaffungsphase entstanden u. a. Objekte aus Wacholderholz, verschnürt und verzurrt und mit Lehm behandelt, vernähte Getreidesäcke mit geheimnisvollem Inhalt als Metamorphose einer längst vergangenen Zeit, Gesticheltes aus Seide und Ziegenhaar. Die Gesetze des Ausfaltens und Einstülpens finden in Arbeiten aus „Filzguß“ in unterschiedlicher Art und Weise ihren Ausdruck. 
Aus der Philosophie der Künstlerin:
 
„Entweder zieht ein Material mich zu sich – dann habe ich mich mit bildnerischen Techniken auseinanderzusetzen. – Häufig entstehen meine Arbeiten, weil eine innere Bewegung einer äußeren Form entgegendrängt; dann suche ich das mir geeignete Material und beginne.“
"Mein Leben hat mir glücklicherweise gegeben, dass weitgehend leben und arbeiten, Innen- und Aussenleben sich ineinander verschränkt bewegen konnten. So habe ich auch eines Tages bemerkt, dass ich sehr gerne Arbeiten mache, die lange dauern, was in dieser Ausstellung (Anmerkung: "Im Lauf des roten Fadens") gut zu sehen ist. Mein immerwährendes Nachdenken darüber, wie wir als Menschen mit den Füßen auf dem Erdboden stehend hinaufdringen können in die Weiten des Himmels, gleichzeitig verhaftet einer polarisierten Wahrnehmung lässt mich Urbilder schaffen wie z. B. die Flügel, links nicht wie rechts, oder die dunklen Schluchten der roten Filzplastik, die mit weiblichen Kräften assoziiert werden, ähnlich wie die Stäbe und die säulenhafte Aufrichtung der Menschenfiguren mit dem Männlichen. Die Gesetze des Ausfaltens und Einstülpens können im Weltall beobachtet werden und man kann in die Werkstatt gehen und mit denselben Kräften Auseinandersetzung suchen, an Materialien die sich einem zuneigen."

## Ausstellungen / Arbeiten (Auswahl)
- Pfarrkirche St. Albert, Neu-Ulm-Offenhausen, Textile Ornamente am Tabernakel (1985)[1]
- Dom Mariä Heimsuchung, Augsburg, Herz-Jesu- und Sakramentsaltar zusammen mit Reinhold Grübl (1996)[2]
- Kunstfestival 99 (1999) im Bauernhausmuseum Amerang
- "Tiere im Klangwald" 21. und 25. Mai 2008, Kunstraum Klosterkirche Traunstein, Objekte für das Kinderkonzert (Tierspiel) unter Leitung von Limpe Fuchs[3]
- "Tiere im Klangwald" 25. Mai 2008, Kunstraum Klosterkirche Traunstein, Impressionen[4]
- Kunstmeile Trostberg 09 (2009)[5] sowie[6]
- "Im Lauf des roten Fadens" (Textile Bildwerke im spirituellen Raum) im Münster Heilsbronn 2009[7]
- Chin-A-Soundtrack-38.39-on-EMU-Plains, München 2009[8]
- "Hör Spiel Theater" 28. Mai 2010, Kunstraum Klosterkirche Traunstein, Objekte zu den Klanginstallationen von Limpe Fuchs[9]
- "Nachts kommt der Elch" 10. September 2011, Objekte zu den Klanginstallationen von Limpe Fuchs[10]
- Heilsbronn weitere Ausstellung 2012[11]
- "TRILOG", 27. April 2013 Kunstraum Klosterkirche Traunstein, Objekte zu den Klanginstallationen von Limpe Fuchs[12]
- "TRILOG", 26. April 2014 schwere reiter, München, Objekte zu den Klanginstallationen von Limpe Fuchs[13]
- "Retrospektive", Vernissage 2. Juli 2016, Ausstellung 2./3. und 9. Juli 2016, Galerie in der alten Mühle, Aichet 4, 83137 Schonstett